# Weißenfels
Weißenfels je město v Německu, spolkové zemi Sasko-Anhaltsko, které leží na řece Sále asi 35 km na jih od Halle a asi 40 km jihozápadně od Lipska. S přibližně čtyřiceti tisíci obyvatel je nejlidnatějším městem zemského okresu Burgenland.

## Dějiny
Koncem 9. století byly poprvé písemně zmíněny některé části dnešního města a ke konci 10. století je doložena existence hradu. Městská práva obdržel Weißenfels roku 1185. Příznivá poloha na přechodu řeky Sály umožnila jeho další rozmach, který v období pozdního středověku a raného novověku pokračoval díky rozvoji řemesel, zejména krejčovského a ševcovského.
Město bylo silně poznamenáno třicetiletou válkou, během které klesl počet obyvatel z 2200 na 960. S válkou je spojena i epizoda z roku 1632, kdy po bitvě u Lützenu, během které zahynul švédský král Gustav II. Adolf, byla ve Weißenfelsu provedena pitva jeho těla.
V letech 1656 až 1746 bylo město centrem vévodství Sasko-Weißenfels. Rozkvět s tím spojený se odrazil v mnoha barokních památkách města, z nichž tu nejvýznamnější představuje zámek Neu-Augustusburg.
Zahájení těžby uhlí v okolí města mu koncem 18. století přineslo další rozvoj, který umocnila postupující industrializace v 19. století. Ve městě se etablovalo zejména obuvnictví; k roku 1895 bylo evidováno 45 obuvnických závodů. Na přelomu 19. a 20. století se město stalo centrem zpracování kožešiny sibiřské veverky.
Po druhé světové válce bylo mnoho obuvnických podniků zestátněno a sloučeno do jednoho kombinátu. Koncem 80. let pocházelo 75 % bot v NDR právě z Weißenfelsu. Po sjednocení Německa a otevření se světovému trhu se však obuvnický průmysl ve městě zhroutil neschopen konkurovat produktům ze zemí s nízkými mzdovými náklady. Do popředí se poté dostal průmysl potravinářský.

## Galerie

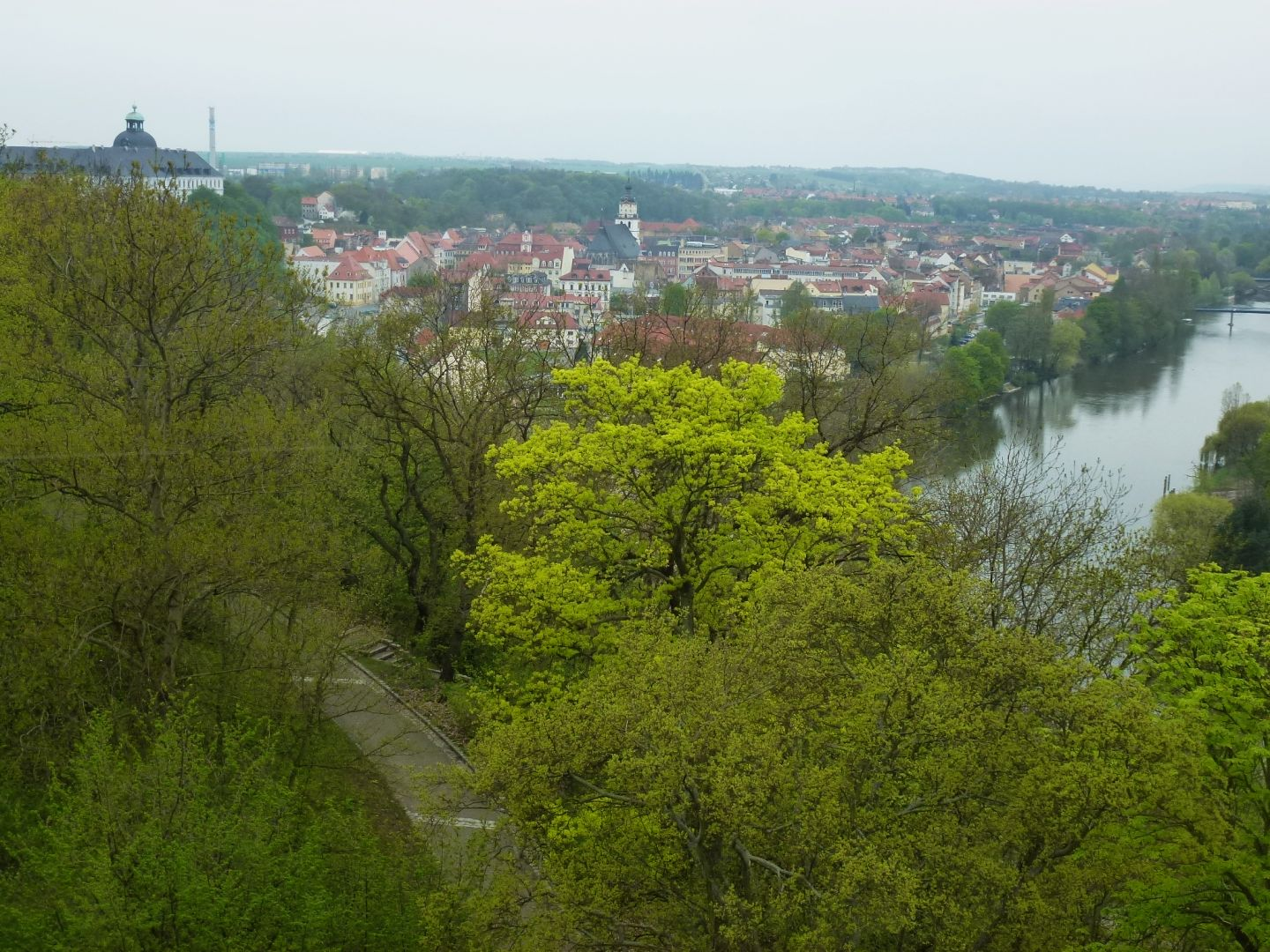
Pohled na Weißenfels z Bismarckovy věže
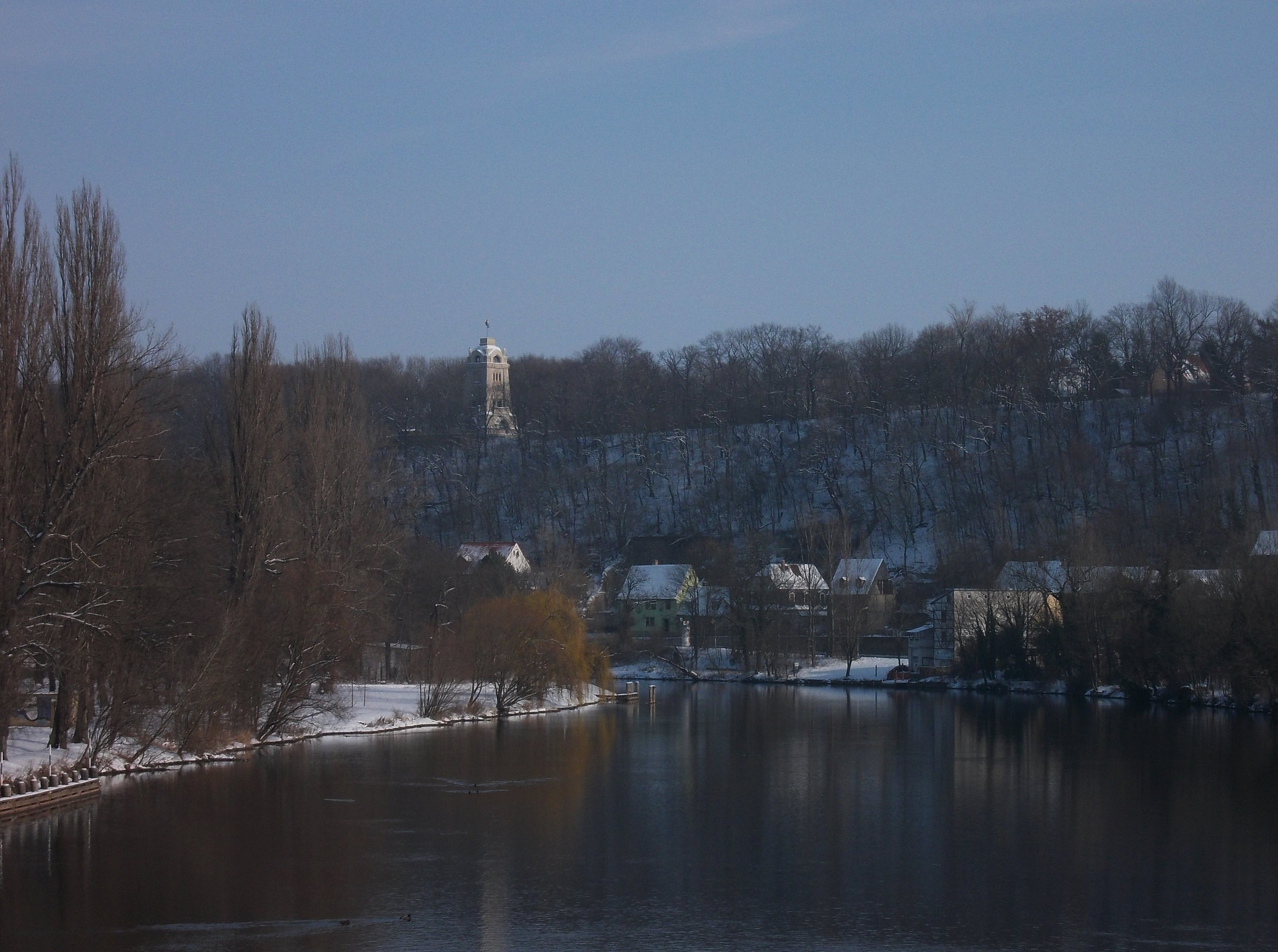
Řeka Sála ve Weißenfelsu
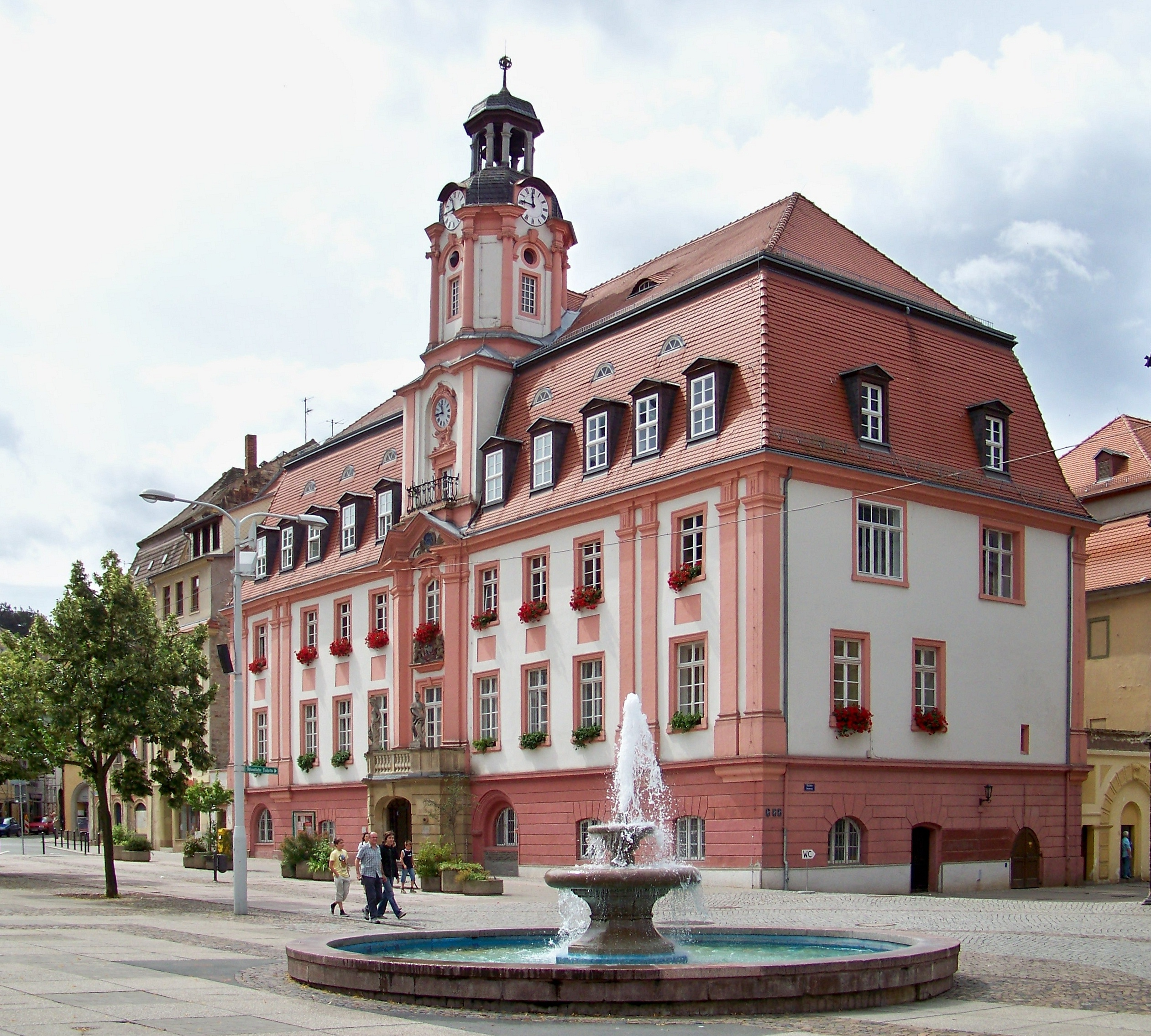
Barokní radnice
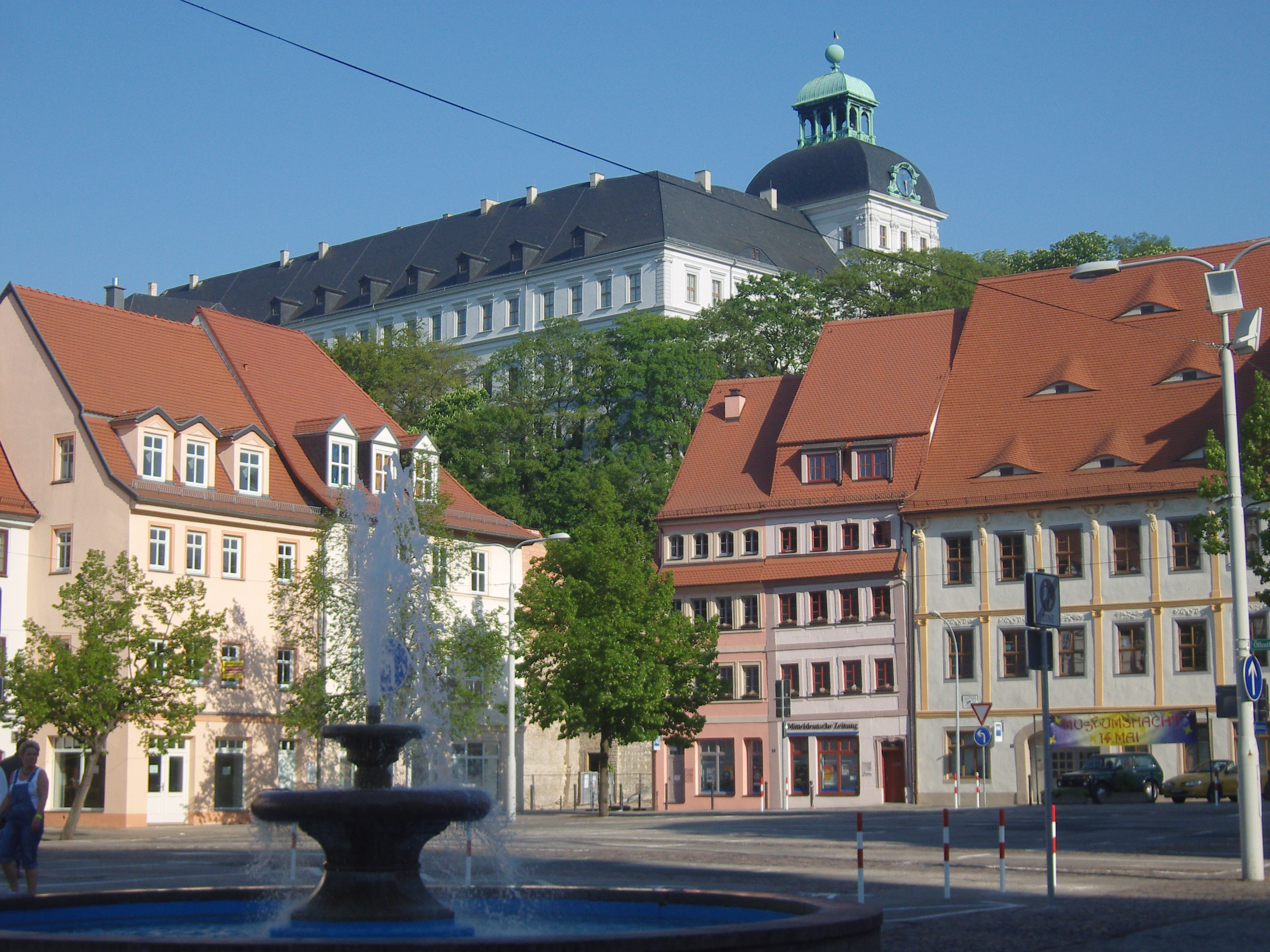
Náměstí "Markt" se zámkem "Neu-Augustusburg" v pozadí
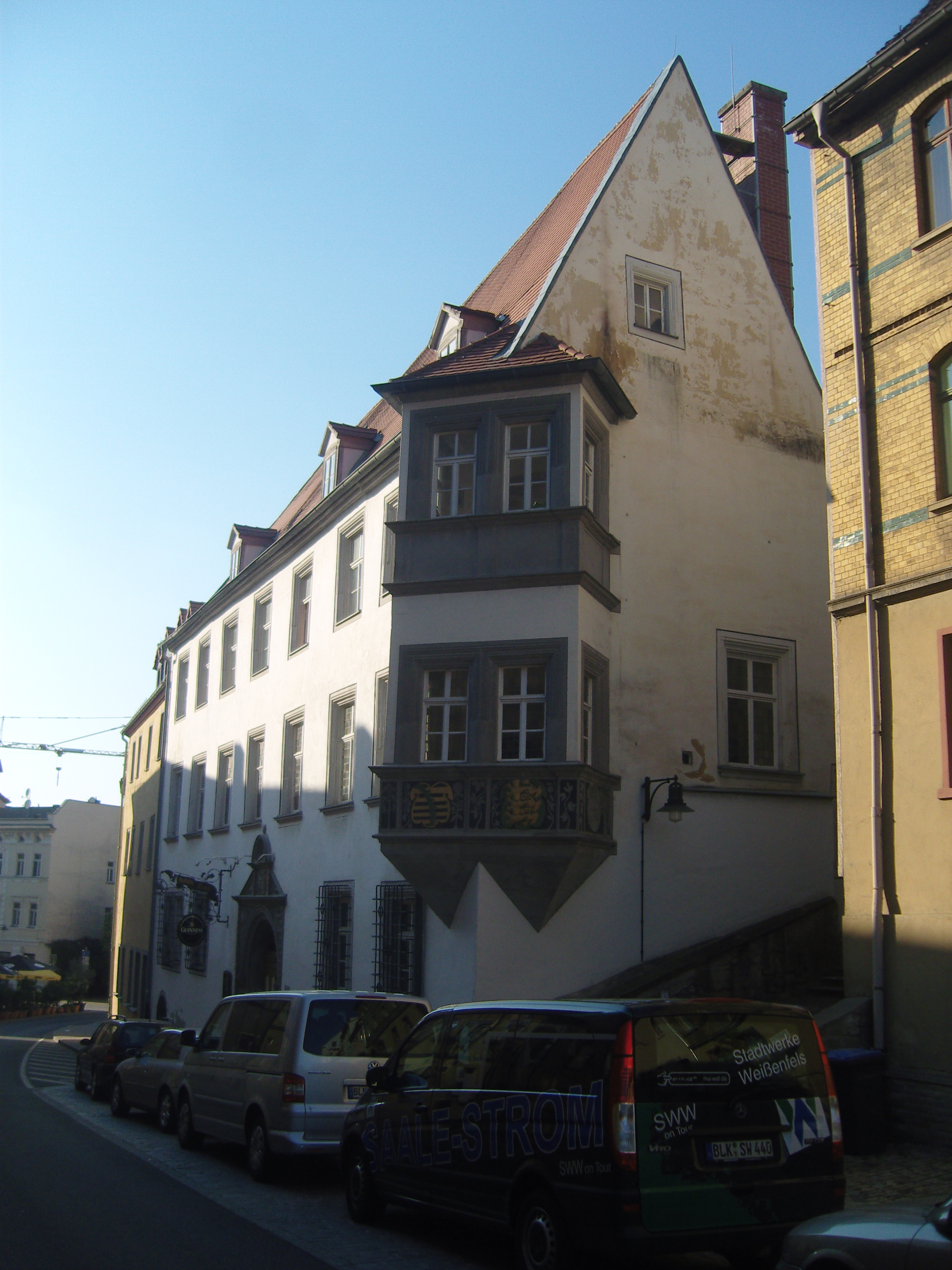
Dům, ve kterém byla provedena pitva Gustava II. Adolfa
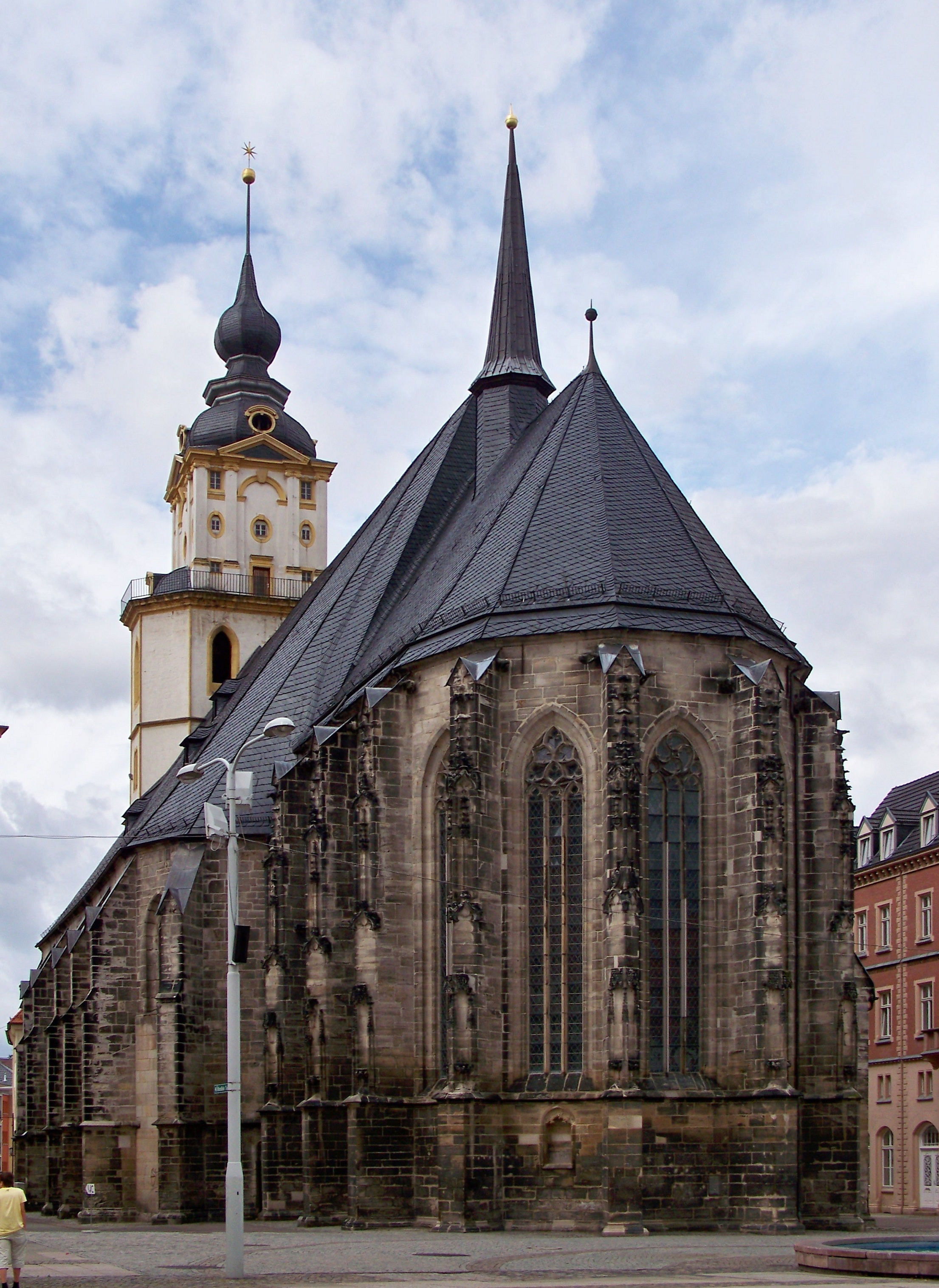
Kostel Panny Marie
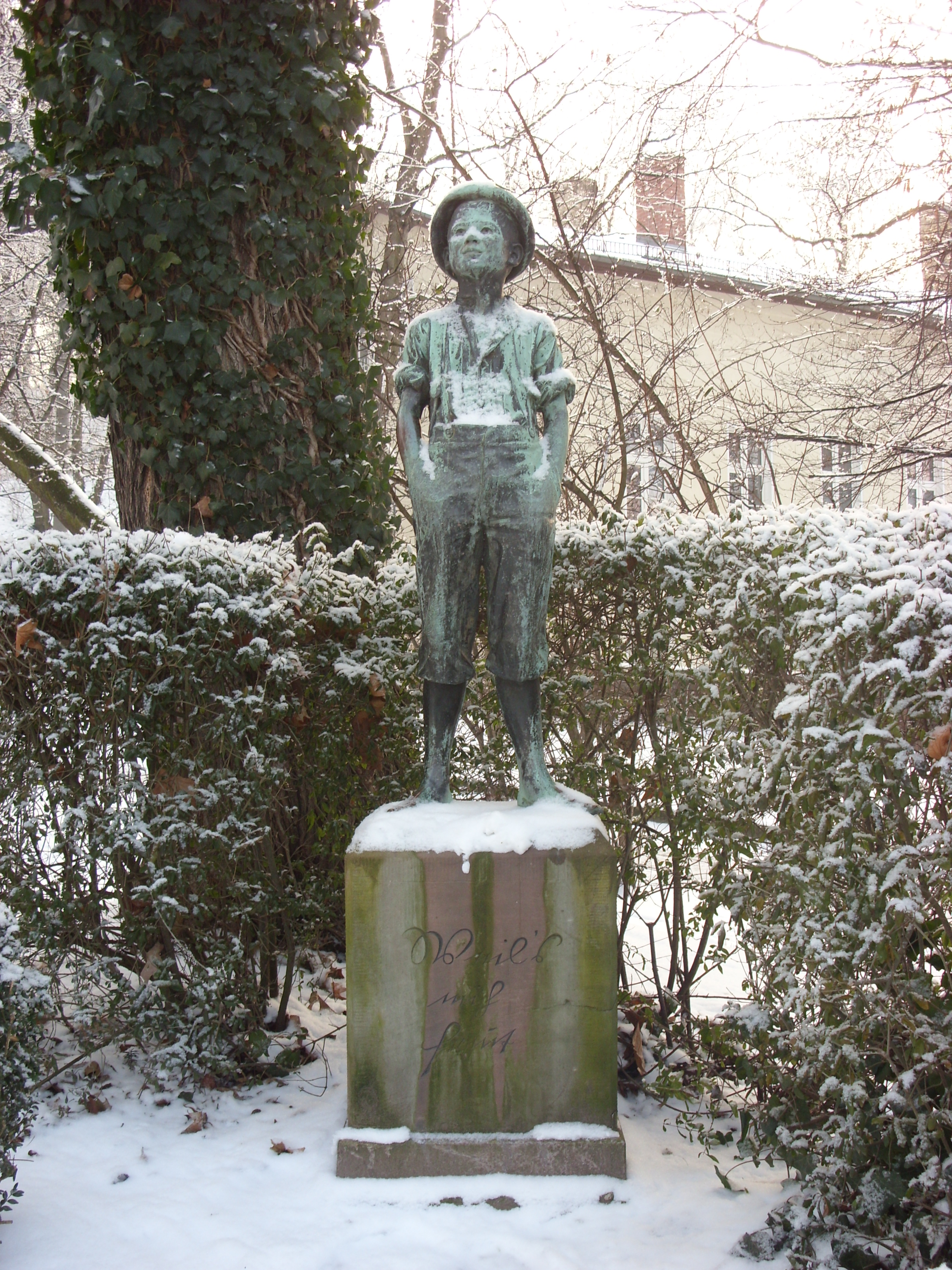
Maskot města "Schusterjunge"
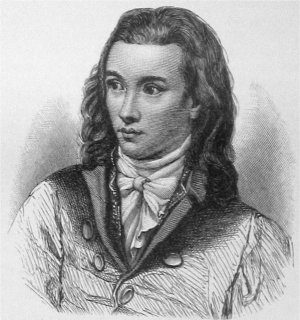
Ve městě působil Novalis, německý básník a prozaik
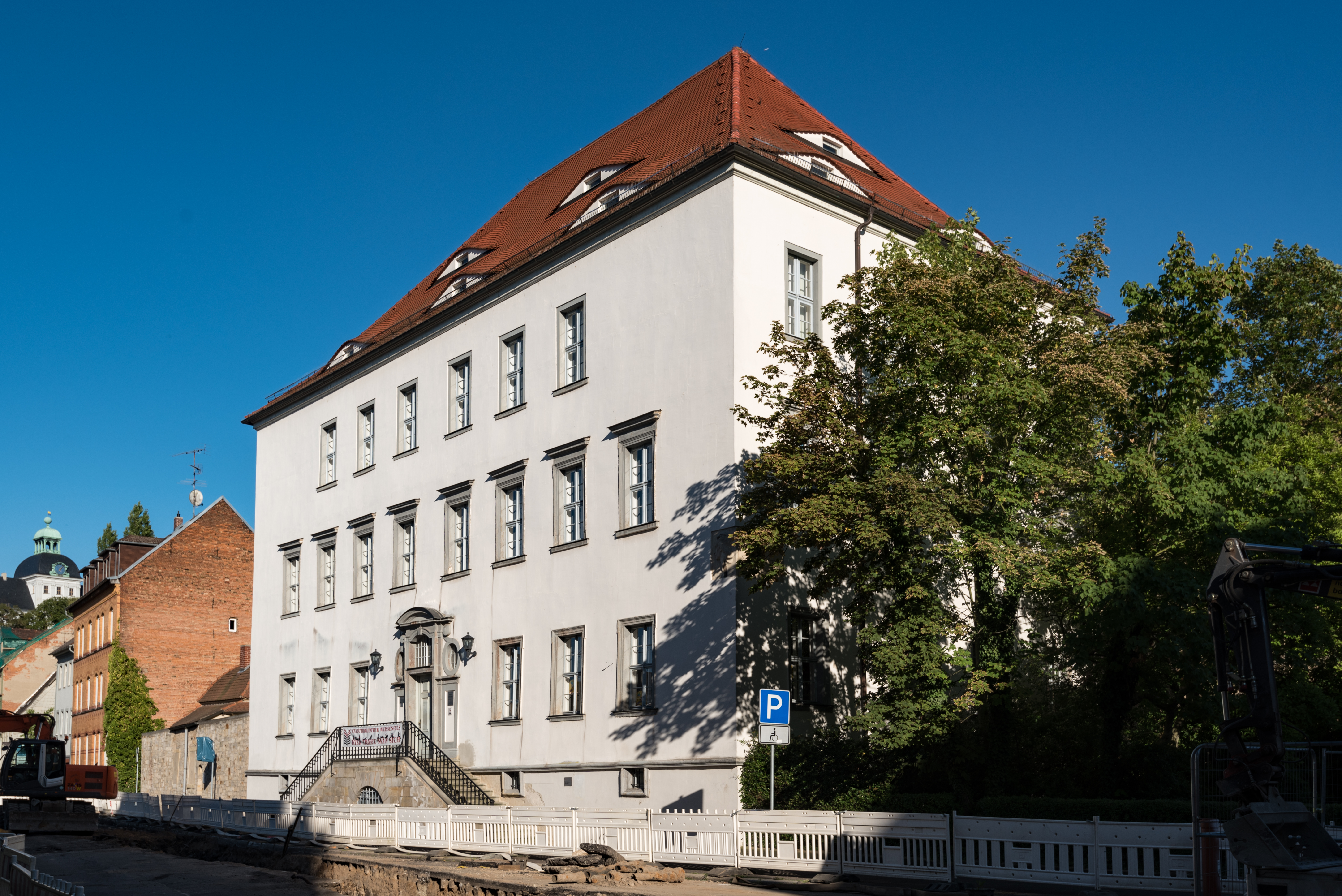
Dům, kde Novalis žil, zastřešuje jeho památník a knihovnu
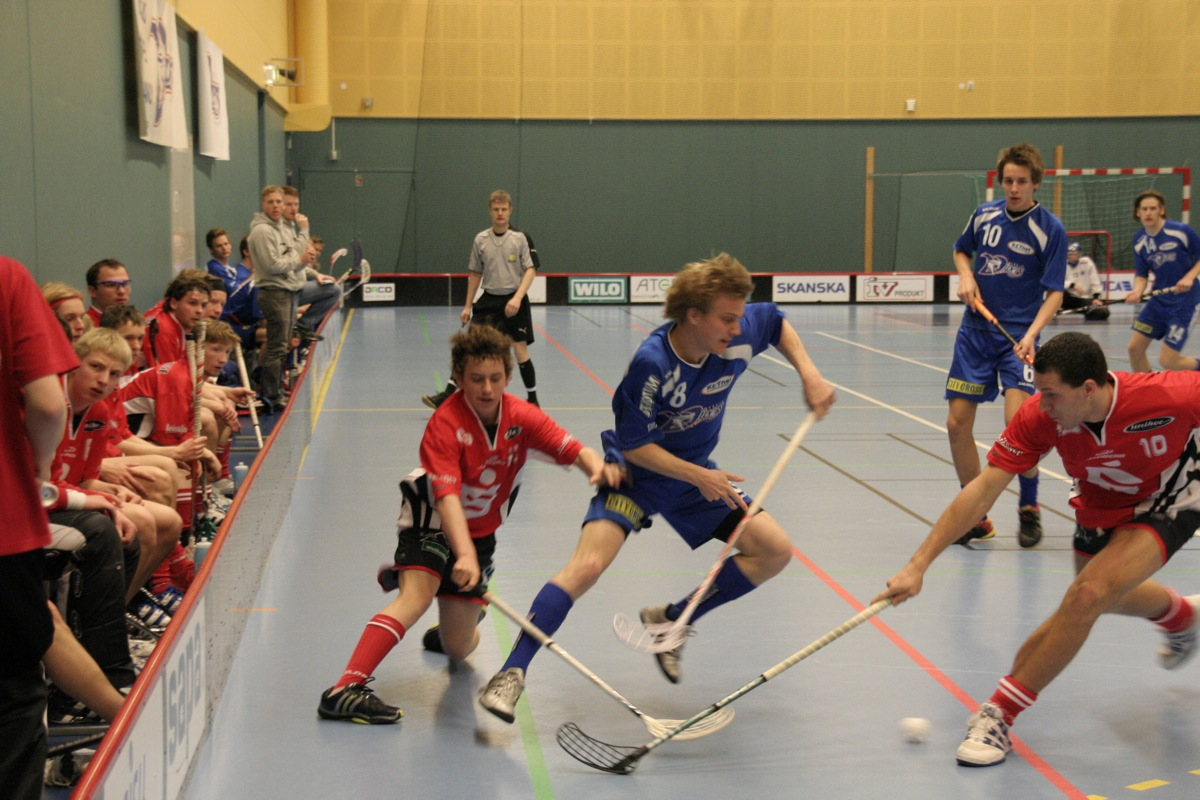
UHC Weißenfels je se 14 tituly nejúspěšnější německý florbalový tým